# フロリン・ブライク
フロリン・ブライク（Florin Vlaicu、1986年7月26日 - ）は、リーガ・ナツィオナーラ・デ・ラグビー、ステアウア・ブクレシュティに所属するラグビーユニオン選手。

## プロフィール
- ルーマニア・ブカレスト出身。
- ポジションはスタンドオフ(SO)、センター(CTB)、フルバック(FB)。
- 身長 186cm、体重 103kg
- ルーマニア代表キャップは124（2020年6月現在）でルーマニア代表最多キャップ保持者[1]。
- ラグビーワールドカップ2007・ラグビーワールドカップ2011・ラグビーワールドカップ2015のルーマニア代表に選ばれた[2]。

## 略歴
ブカレスト・ウルブズ、ステアウア・ブクレシュティ、SCMティミショアラ、ステアウア・ブクレシュティ、RCJファルル・コンスタンツァ、オリンピア・ブカレスト、カルヴィザーノ、ステアウア・ブクレシュティ、CSMブクレシュティを経て、2019年、ステアウア・ブクレシュティに復帰。